# 白鷹山
白鷹山，是位於日本山形縣南陽市邊界的火山，高994米，在800000-1000000年前活動。
白鷹山一名始於奈良時代，高僧行基造訪當地時看見一隻白色的鷹，認為是虛空藏菩薩顯靈因此在山頂祭拜，另一說是山頂冬季積雪形似鷹的羽毛。
這裡也是戰略據點，與關原會戰同時的慶長出羽合戰也發生在此地。